# Sigfús Sigurðsson
Sigfús Sigurðsson, islandski rokometaš, * 7. maj 1975, Reykjavík, Islandija.
Leta 2004 je na poletnih olimpijskih igrah v Atlanti v sestavi islandske reprezentance osvojil 9. mesto; čez štiri leta pa še bronasto medaljo.